# Domenico Pugliani

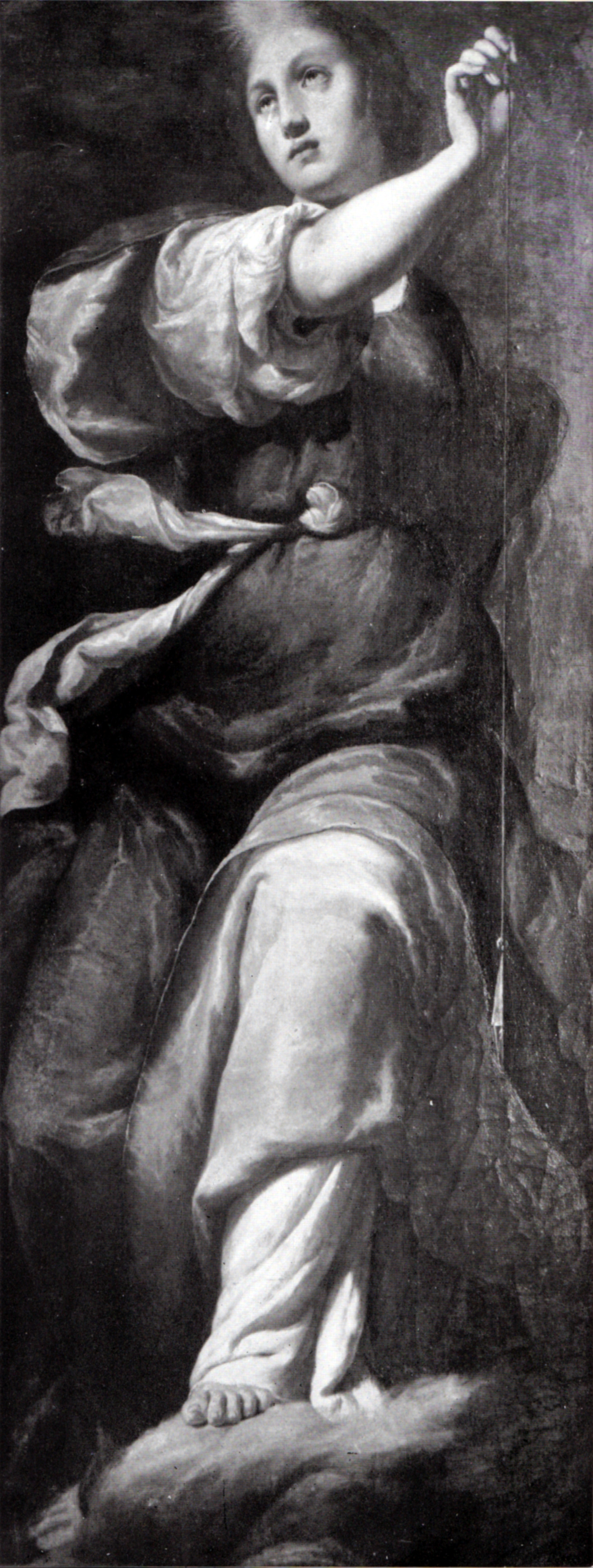
Domenico Pugliani, La Moderazione

Domenico Pugliani (Vaglia, 5 febbraio 1589 – Firenze, 7 giugno 1658) è stato un pittore italiano.

## Biografia
Domenico Pugliani nacque in una famiglia di commercianti benestanti, occupati nella filiera alla lavorazione della lana. Fu allievo di Matteo Rosselli e iniziò la carriera come brachettone per conto di Bartolomeo Corsini (1545-1613), che gli commissionò di velare le nudità che, a suo giudizio, deturpavano dipinti di sua proprietà. Domenico s'iscrisse nel 1612 all'Accademia del Disegno, a Firenze. Fu stimato e protetto dal cardinale Carlo de' Medici, fratello del granduca Cosimo II. Nel Casino Mediceo di San Marco, a Firenze, dipinse affreschi decorativi, tra cui Il trasporto della statua di Cosimo I.
Alla Galleria di Casa Buonarroti, in via Ghibellina 70, a Firenze, in una delle quattro sale che il pronipote Michelangelo Buonarroti il Giovane fece decorare da artisti appartenenti a varie scuole pittoriche, Pugliani dipinse, per il soffitto, la tela che rappresenta la Moderazione: una figura di donna, illuminata da una stella sulla fronte, che regge un pendolo col filo a piombo, in equilibrata pendenza. Dipinse nello studiolo i gruppi dei Filosofi e dei Fisici e Semplicisti, sopra un aereo ballatoio fittizio che decorò con un fregio in monocromia, coi ritratti di Uomini illustri.
La Compagnia della Madonna della Neve gli affidò la realizzazione di tredici tele, raffiguranti Cristo e gli Apostoli. Domenico dipinse solamente San Pietro e San Paolo, perché nel 1628 partì per Praga, per affrescare il Palazzo Waldstein. Di questo prestigioso incarico nulla si sapeva, fino allo studio di due storici dell'arte cechi, pubblicato nel 2013.
Committente era Albrecht von Wallenstein - che combatté la Guerra dei Trent'Anni - che era proprietario del palazzo oggi sede del Senato ceco. Il contratto da lui stipulato con Domenico Pugliani e datato 16 marzo 1627 (ma l'anno esatto è il 1628), prevedeva la decorazione della grande sala, dell'uditorio, di due gallerie, di due oratori e della cappella, per un compenso di 2.205 fiorini. Secondo i due studiosi cechi, Pugliani portò a termine i lavori nel 1630 e dipinse anche sopra pitture realizzate in precedenza da Baccio del Bianco.

### Altre opere

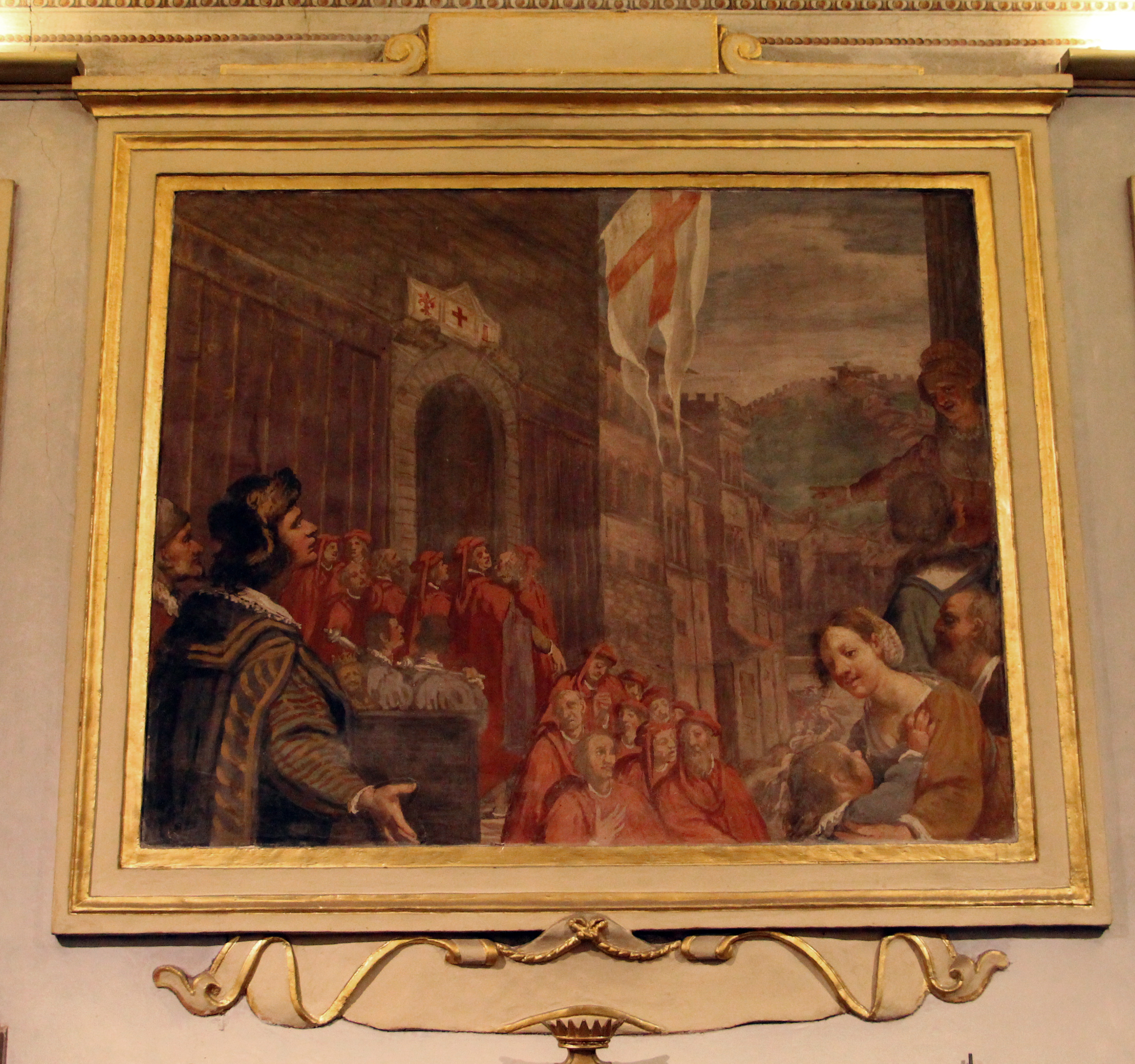
Domenico Pugliani, Buonarroto di Simone eletto priore, 1638

Nel 1627 dipinse Il beato Salvatore da Horta risana gli infermi, per la chiesa francescana di Ognissanti, a Firenze.
Databile 1636 è la sua Comunione di Santa Maria Maddalena, nella chiesa di Santa Maria Maggiore, a Firenze.
Nella pieve di Santa Maria Assunta a Gavinana (Pistoia) c'è una sua Madonna del Rosario, del 1638, posta ai lati del portale di ingresso.
Nel 1640 decorò il soffitto della sala maggiore dell'oratorio dei Vanchetoni - nel cui cantiere lavorarono anche i pittori Cecco Bravo, Lorenzo Lippi e il Volterrano - con Morte del beato Galantini, San Francesco in gloria, Sante Lucia, Caterina e Maddalena. La tecnica usata era quella a quadri riportati, cioè tele precedentemente dipinte e poi affisse al soffitto, tra riquadri realizzati in stucco o in legno intagliato, oppure direttamente affrescati sul soffitto.

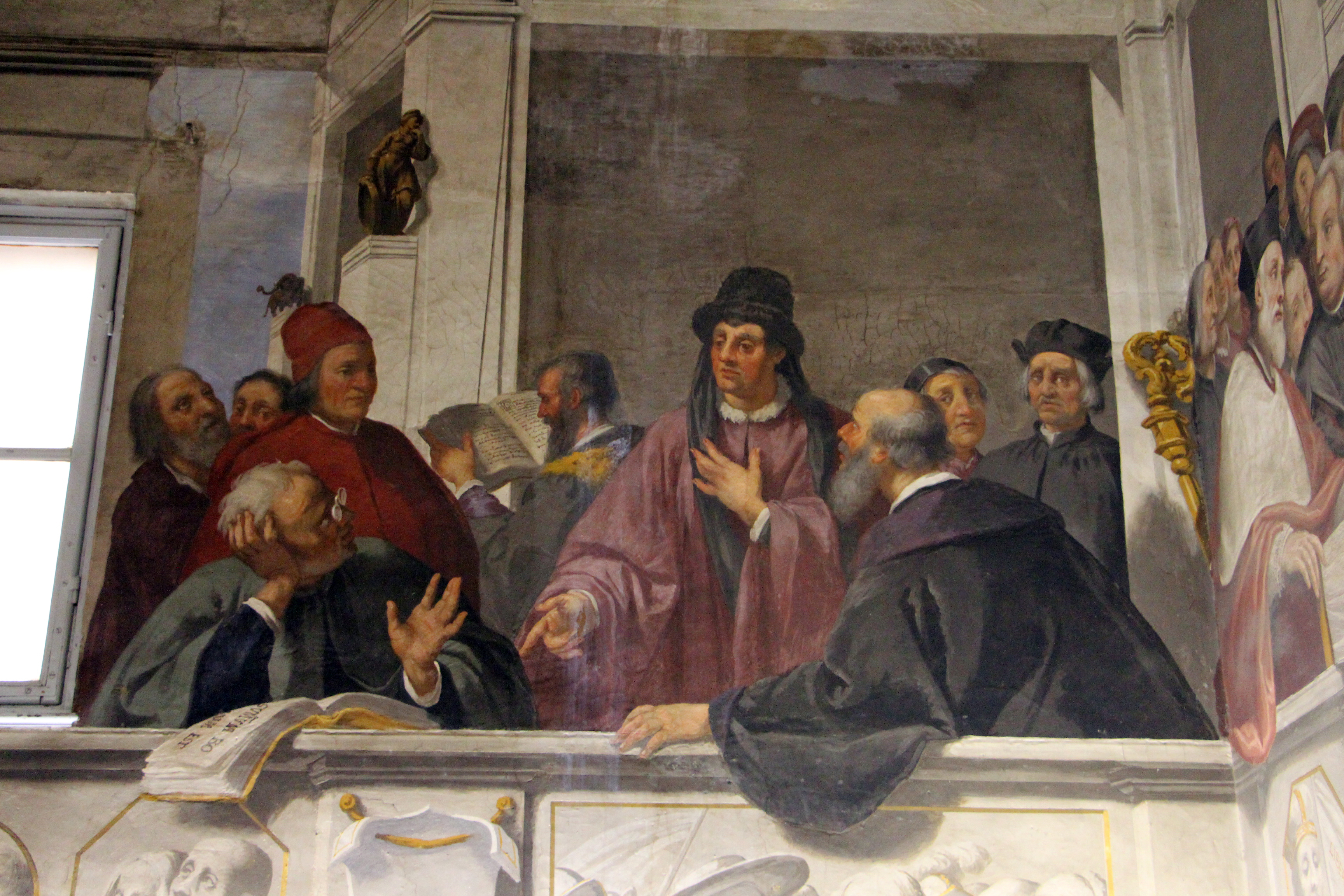
Domenico Pugliani, I filosofi, 1637

Una Flagellazione è nel Museo d'arte sacra di Montespertoli.
Nella chiesa di Santo Stefano in Pane a Firenze, la cappella della Misericordia è stata da lui affrescata nel 1840 con Storie di santo Stefano. 
Una sua Trasfigurazione è nella pieve di San Giuliano di Castiglion Fiorentino.
La Galleria Palatina di Palazzo Pitti possiede Scena di una nascita, da lui dipinta nel 1615 circa.
Una croce processionale, con i Misteri del Rosario dipinti da Domenico Pugliani, è nella pieve di San Pietro a Vaglia.
Domenico Pugliani fu podestà di Montespertoli nel 1646 e nel 1648 di Reggello.
Sono state presentate a Vaglia, nel 1999, sei tele dipinte da Domenico Pugliani o da Lorenzo Lippi e localmente conservate, che erano state appena restaurate.
Nel mercato antiquario proposti per la vendita tre dipinti: Il profeta Eliseo richiama alla vita il figlio della vedova, Samuele bambino condotto dalla madre al santuario di Silo dal Sacerdote Eli e Imperatore Claudio a cavallo.